# Alblak 52
Alblak 52 (настоящее имя — Каджаия Кирилл Зурабович; род. 30 июня 1999, Омск) — российский рэп-исполнитель, на текущий момент проживающий в Санкт-Петербурге. Начал заниматься музыкой с 2018 года, исполняя треки в стиле новой школы рэпа. Является участником команды «52». Широкую популярность приобрёл после выхода альбома On the Run и трека «+7(952)812».

## Карьера
Кирилл начал заниматься музыкой в 2018 году, присоединился к творческому объединению «52» из Санкт-Петербурга, куда также входят такие исполнители, как Friendly Thug 52 Ngg, Glocki 52, MyDee 52 и SaintPrince 52.
Первая популярность пришла к Кириллу в 2022 году, когда рэпер выпустил дебютный альбом под названием On the Run. В него вошли фиты преимущественно с коллегами по объединению. На обложку поместили фотографию музыканта с флагом Мексики на плечах. По версии поклонников, это отсылка к названию хип-хоп-объединения, которое совпадает с телефонным кодом страны в Северной Америке.
Второй альбом исполнителя был выпущен в 2023 году под названием Long Live 812. В альбоме также приняли участия Kizaru, Feduk, Obladaet, Скриптонит и Friendly Thug 52 Ngg.
После релиза о дебютанте заговорили как о ярком представителе петербургского андеграунда, который выделяется мрачным звучанием и агрессивной подачей.

## Дискография

### Альбомы
- On the Run (2022)[4]
- Long Live 812 (2023)[3][2][13]
- Streets Echo 2052 (2024)

### Синглы
- «YEEI» (2022)
- «YEEI 5» (2022, совм. с Bushido Zho)
- «ГРЯЗЬ» (2023, совм. с Seemee)
- «Winter Shiettt 2» (2023, совм. с Скриптонит)
- «Goth Money» (2023, совм. с Bushido Zho)
- «Сказать» (2023, совм. с Скриптонит)
- «+7(952)812» (2023)
- «M11» (2023, совм. с Big Baby Tape)
- «52 & HAUNTED» (2024, совм. с Kizaru)
- «Nice To Meet You» (2024)

## Чарты и рейтинги
- Alblak 52 попал в топ-20 лучших клипов за 2022 год по мнению сайта Rap.ru[14], а сам клип THUNDER / YEEI 3 был помещен на 18 строчку редакции.
- Alblak 52 попал в чарт музыкального сервиса Apple Music топ-50 на 1 место, ссылается сайт The Flow[11].